# 陈良彪
陈良彪，字绰然，宋朝福建福州长乐县麟墩村（今金峰镇陈墩村）人，南宋武状元。绍熙初年，陈良彪在长乐西石岩禅寺寄读，民间传说一夜他到后山深涧里捕得一只大黄鳝并将其煮食，结果整夜烦热，次日力气大增，寺庙僧人就劝其文武并重，于是他才开始白天习武、夜晚读书，得以文武兼备。宋宁宗庆元五年（1199年），他考中己未科武举状元，初任保义郎，后于嘉定二年（1209年）任右班殿值，嘉定四年赴邕州任知州，任上在判案时因不详“折杖法”，将原本杖一百实杖二十的杖法操作为实杖一百下，几乎将犯人打死，因此被弹劾而勒令停止。宝庆三年（1227年）以郊祀恩典授武德郎，后来又升任承信郎，绍定元年（1228年）被提拔为武经大夫，官终于端平元年（1234年）的武略大夫。他也是长乐历史上唯一的武状元。